# الدولة الإدريسية
الأدارسة هم سلالة عربية مسلمة حكمت من 788م إلى 974م، وسيطرت على معظم أراضي المغرب الحالي وأجزاء من غرب الجزائر الحالية. سُمِّيت السلالة على اسم مؤسسها إدريس الأول، الذي حسب الرواية التاريخية، نجا بنفسه من معركة فخ التي وقعت بين الجيش العباسي في مواجهة ثوار من أهل البيت بزعامة الحسين بن علي الفخي في مكة المكرمة سنة 786م وفر إلى وليلي[بحاجة لمصدر]، فبايعته قبائل الأمازيغ في المنطقة قائدًا وأميرًا وإمامًا. ثم بدأ في بناء فاس. قام الخليفة العباسي هارون الرشيد بتدبير اغتياله سنة 793م[بحاجة لمصدر]. 
قام ابنه إدريس الثاني (793-828م) والذي تولى الإمامة منذ 804م، بجلب العديد من الحرفيين من الأندلس والقيروان، فبنى فاس وجعلها عاصمة الدولة، كما دعم وطائد الدولة. قام ابنه محمد بن إدريس الثاني (828-836م) عام 836م بتقسيم المملكة بين إخوته الثمانية (أو أكثر). بدأ بعدها مرحلة الحروب الداخلية بين الإخوة. منذ 932م وقع الأدارسة تحت سلطة الأمويين حكام الأندلس والذين قاموا لمرات عدة بشن حملات في بلاد المغرب لإبعاد الأدارسة عن السلطة.
بعد معارك ومفاوضات شاقة تمكنت جيوش الأمويين من القبض على آخر الأدارسة (الحسن الحجام) والذي استطاع لبعض الوقت من أن يستولي على منطقة الريف وشمال المغرب الحالي، قبض عليه سنة 974 م، وثم اقتياده أسيرا إلى قرطبة. توفي هناك سنة 985 م.
تفرعت عن الأدارسة سلالات عديدة حكمت بلدانا إسلامية عدة، كان أولها بنو حمود العلويون الذين حكموا في الجزيرة ومالقة (الأندلس)، كما تولوا لبعض الوقت أمور الخلافة في قرطبة. ومن أحفاد الأدارسة الحموديين عالم الجغرافيا أبو عبد الله المعروف بالشريف الإدريسي. حكم فرع آخر من الأدارسة جزءا من منطقة جازان في السعودية بين سنوات 1830-1943 م. آخر فروعهم كان السنوسيين حكام ليبيا والجبل الأخضر 1950-1969 م.

## التاريخ
الأدارسة أسرة هاشمية حجازية الأصل تعود إلى آل البيت. جدها الأعلى هو إدريس بن عبد الله الكامل بن الحسن المثنى بن الحسن السبط بن الإمام علي بن ابي طالب وفاطمة الزهراء بنت الرسول ﷺ. التجأ إدريس إلى المغرب فرارا من بطش العباسيين وأسس دولته لكنه اغتيل، فتولى بعده ابنه إدريس الذي كان قد تركه جنينا في بطن أمه. فمن إدريس الثاني تنحدر فروع الأسرة الإدريسية المنتشرة في سائر أنحاء المغرب وفي جهات أخرى من شبه الجزيرة العربية واليمن وفي ليبيا والجزائر وتونس ومالي وموريتانيا.
ونركز اهتمامنا هنا على الأدارسة كأسرة حاكمة أي كدولة. وجودها يقترن بالفترة 172 – 375هـ / 785 – 990م. لكن لابد من التمييز داخل هذه الفترة بين أطوار مختلفة:
1. طور التأسيس الذي اقترن بعهد إدريس الأول (172 – 177 هـ/ 788 -- 793م) أي قيام الدولة بالتفاف فريق مهم من سكان المغرب حول إدريس تضمهم قبائل كبرى ومبايعتهم له، حسب التقاليد الإسلامية.
2. طور الهيكلة والتنظيم ويقترن بعهد إدريس الثاني (177– 213هـ/ 793 -- 828م) حيث جرى تدعيم الدولة الناشئة باستحداث عدد من البنيات والمؤسسات كان من أهمها: بناء فاس واتخاذها كعاصمة للدولة؛ واتخاذ بعض النظم الإسلامية كالوزارة والكتابة والقضاء والإمامة؛ وتجريد العاصمة الجديدة من تأثير العصبيات والطابع القبلي، وذلك باحتضانها لفئات مهمة من السكان الوافدين من القيروان والأندلس، مما جعل العناصر المختلفة من سكان المدينة تنصهر في وحدة بشرية تمثل، بوجه عام، التركيب السكاني الجديد الذي بدأ يعم الغرب الإسلامي انطلاقا من عهد الفتح. إضافة إلى بداية إشعاع اللغة العربية من فاس كلغة دين وثقافة، ونمو رقعة المملكة بحيث أصبحت أهم كيان سياسي في المغرب الأقصى وكان لها اتصال مباشر بسائر النواحي في البلاد.
3. طور التقسيم: ترك إدريس الثاني غداة وفاته عدة أولاد منهم الكبار والصغار. وتولى خلافته أكبر أبنائه، محمد، إلا أنه اعتبر المملكة التي تركها له أبوه إرثا لا بد من توزيعه على الورثة. وكان للتقسيم سلبيات وإيجابيات، فتقسيم المملكة إلى عدة ولايات أدى إلى إضعاف السلطة المركزية ونشوء إمارات إقليمية تنزع بطبيعتها إلى الاستقلال الذاتي على أوسع مدى. وقبل إعطاء مثال على المشاكل التي ترتبت عن ذلك التوزيع، من الضروري إعطاء صورة إجمالية عن التوزيع.
قسم محمد بن إدريس المملكة إلى ما لا يقل عن تسع ولايات، نذكرها الآن حسب رواية القرطاس، منبهين إلى وجود اختلافات طفيفة بين المصادر التي تناولت الموضوع.
1. محمد بن إدريس[ ؟ ] فاس وناحيتها.
2. القاسم بن إدريس طنجة وسبتة وقلعة حجر النسر وتطوان وبلاد مصمودة وما والاها.
3. داود بن إدريس هوارة وتسول ومكناس وجبال غياثة وتازة.
4. عيسى بن إدريس شالة وسلا وأزمور وتامسنا.
5. يحيى بن إدريس البصرة وأصيلا والعرائش إلى بلاد ورغة.
6. عمر بن إدريس مدينة الليكسوس ومدينة ترغة وبلاد صنهاجة وغمارة.
7. أحمد بن إدريس[ ؟ ] مدينة مكناسة وبلاد فازاز ومدينة تادلا.
8. عبد الله بن إدريس أغمات وبلاد نفيس وبلاد المصامدة وسوس[ ؟ ].
9. حمزة بن إدريس تلمسان وأعمالها.

تلك هي الولايات التسع التي تدل على مدى امتداد الدولة الإدريسية شمالا وجنوبا وشرقا وغربا، وهي معلومات تؤكدها كل المصادر التاريخية كما تؤكدها الأبحاث الخاصة بتاريخ النقود الإدريسية. فالدراسة المهمة التي قام بها «دانييل اوستاش» في هذا الصدد تقدم لنا قائمة بدور السكة تعنى الأماكن التالية: أصيلا، البصرة، تدغة، تلمسان، تهليت، سبو، طنجة، العالية، مريرة، ورغة، وازقور، واطيط، وليلي، إيكم.
لم يكن توزيع الولايات على هذه الصورة، في نية محمد بن إدريس، يهدف إلى تجريد السلطة المركزية بفاس من حقها في مراقبة الولاة الإقليميين والمحافظة على وحدة المملكة الإدريسية. لكن الخلاف ما لبث أن نشب بين الإخوة، إذ ثار عيسى بن إدريس، على أخيه محمد، فكلف هذا الأخير أخاه القاسم الوالي على طنجة بالذهاب لمعاقبة الثائر. لكن القاسم رفض القيام بالمهمة. فكلف محمد عمر بها. فتوجه هذا الأخير الذي كان واليا على غمارة وعزل عيسى عن ولايته كما تصدى للقاسم الذي التجأ إلى أصيلا.
لم تذكر المصادر المكتوبة أسباب الخلاف. ولكن يظهر حسب التحريات التي قام بها «أوستاش» أن أسباب الثورة راجعة لكون محمد سحب من الولاة رخصة سك النقود. وكان عيسى حاكما على منطقة وازقور التي يوجد بها معدن مهم للفضة. فلم يرضخ لهذا القرار الذي يحرمه من مورد مالي مهم، عن طريق سك الدراهم. وترتب عن ذلك قراره بقطع إمداد دار السكة بفاس بمعدن الفضة.
وهكذا نشب الخلاف، إلا أنه لم يؤد، مع ذلك، إلى تقاطع. والظاهر أن الصلح وقع بعد ذلك بين الإخوة. والجدير بالذكر هو حصول نوع من الاستقرار السياسي داخل الإمارات الإدريسية المنتشرة بأنحاء المغرب. فلم تسجل ثورات للسكان ولا معارضة للقبائل. هل يرجع ذلك إلى التقديس الذي حظيت به الأسرة في أعين المغاربة المعاصرين أم إلى أسباب أخرى؟
الملاحظ هو اندماج الأسرة الإدريسية في المجتمع المغربي عن طريق المصاهرة والتطبع بأخلاق أهل البلاد مما جعل السكان في مختلف الأقاليم لا يتعاملون معهم كأجانب ودخلاء، بل يعتبرونهم منهم ويحترمونهم ويضعونهم في الصدارة لشرف نسبهم. ويمكننا أن نعتبر أن احترام الشرفاء كسلوك شعبي بدأ منذ ذلك العهد يتحول إلى مبدإ سياسي بعد ذلك بعدة قرون. ومع تكون عدة إمارات إدريسية، يصبح تاريخ الأدارسة متشعبا. وسنقتصر هنا على ذكر أهم الأحداث والأشخاص.
4. الأدارسة بفاس: ظلت فاس هي الحاضرة المركزية للدولة وتولى فيها عدد من الأمراء نذكرهم بالتتابع:
أ. علي بن محمد بن إدريس (221–234 هـ) تذكر المصادر أنه سار بسيرة أبيه وجده وأن أيامه كانت أيام سلام ورخاء.
ب. يحيى بن محمد: أخو السابق (234–249هـ) في أيامه كثرت العمارة بفاس وتوافد إليها المهاجرون من جميع جهات الغرب الإسلامي، مما دعا إلى توسيع المدينة والبناء في أرباضها. وفي عهده بني المسجدان المشهوران: جامع الأندلس وجامع القرويين.
ج. يحيى بن يحيى (249–252هـ). في عهده حدثت أزمة بسبب سوء سيرته. وثار عليه عبد الرحمن بن أبي سهل الجذامي واستولى على عدوة القرويين، ومات يحيى في تلك الأثناء وجاء صهره علي بن عمر فاستولى على المدينة وتولى الإمارة.
د. علي بن عمر: لا تحدد المصادر تاريخ ولايته. بعد فترة من الاستقرار، اصطدم بثورة عبد الرزاق الفهري الخارجي وهزمه واضطر للالتجاء إلى أوربة، بينما دخل عبد الرزاق إلى عدوة الأندلس فاستولى عليها إلا أنه صادف مقاومة من لدن عدوة القرويين التي نادى أهلها على يحيى بن القاسم بن إدريس.
هـ. يحيى بن القاسم بن إدريس (المتوفى سنة 292هـ) استطاع أن يحافظ على وجود الدولة الإدريسية بفاس حيث طرد عبد الرزاق الخارجي من عدوة الأندلس وخرج لمقاتلة الصفرية. والظاهر أنه قضى عهده في مباشرة الحروب إذ نجده يسقط صريعا في ساحة الوغى وهو يقاتل ربيع بن سليمان سنة 292.
و. يحيى بن إدريس بن عمر (292–309 هـ) تطنب المصادر في الثناء عليه. فابن خلدون ينعته أنه ´´كان أعلى بني إدريس ملكا´´ بينما يصفه روض القرطاس بقوله: ´´كان يحيى هذا أعلى بني إدريس قدرا وصيتا وأطيبهم ذكرا وأقواهم سلطانا (...) وكان فقيها حافظا للحديث ذا فصاحة وبيان ولسان ومع ذلك كان بطلا شجاعا حازما".
إلا أن المصادر لا تذكر شينا عن أعماله، وذلك، ولا شك، لأن أحداثا خطيرة جاءت لتهدد الدولة الإدريسية في وجودها. فقد قامت الدولة الفاطمية بأفريقية في أواخر القرن الهجري الثالث وسعت لأن تبسط سيطرتها على مجموع بلاد المغرب.
وهكذا جاء، مصالة بن حبوس المكناسي، عامل الفاطميين على المغرب الأوسط، على رأس جيش لمحاربة الأدارسة، وجرت بينه وبين يحيى معركة قرب مكناس انتهت بهزيمة الأمير الإدريسي. وبعد ما ضرب عليه مصالة الحصار بفاس، اضطر إلى الاستسلام وتوصل مع خصمه إلى صلح، أمكنه بمقتضاه أن يحتفظ بإمارته مقابل إعلانه الخضوع والتبعية للخليفة الفاطمي.
إلا أن مصالة أسند في نفس الوقت رئاسة قبيلة مكناسة بالمغرب إلى ابن عمه موسي بن أبي العافية. فاجتهد هذا الأخير منذ ذلك الوقت في القضاء على الأدارسة. وأخذ يحرض مصالة على يحيى ويوغر صدره عليه. وهكذا تمكن بدسائسه من أن يحمل مصالة على اعتقال يحيى وأنصاره ثم نفاه إلى أصيلة. وانتهت حياة يحيى بمأساة إذ سجن عشرين سنة ثم مات جوعا وهو في طريقه إلى إفريقية سنة 332 هـ.
ومنذ انهزام يحيى قام صراع مرير بين موسى ابن أبي العافية والأدارسة. فقد حاول الحسن بن محمد بن القاسم بن إدريس المعروف بالحجام أن يسترجع سلطة الأدارسة، فاستولى على فاس وخرج لمحاربة موسى وانتصر عليه في جولة أولى. لكن موسى أعاد الكرة عليه وطارده إلى فاس حيث غدر به عاملها ومات الحسن في تلك الأثناء.
خلا الجو بعد ذلك لموسى ابن أبي العافية واستطاع أن يستولي على ما كان بيد الأدارسة من أراض في شمال المغرب وطاردهم وضيق عليهم الخناق حتى اضطروا إلى الاعتصام بحصن منيع في حجر النسر بجبال الريف. والواقع أن المأساة التي عاشها الأدارسة في تلك الآونة راجعة إلى الصراع الكبير الذي نشب بين الخلافتين الفاطمية بإفريقية والأموية بالأندلس، وكان مسرح هذا الصراع بلاد المغرب، وبخاصة المغرب الأقصى.
وحاول الأدارسة أن يحافظوا على استقلالهم وحيادهم في الحرب الضروس الدائرة بين الطرفين. لكنهم، بسبب ضعفهم وبسبب الضغوط العسكرية القوية التي تعرضوا لها، تارة من جهة الفاطميين، وطورا من جهة الأمويين، لم يجدوا بدا من الخضوع، حسب الظروف، تارة لأولئك وتارة لهؤلاء. ولعل ارتباطهم بالأمويين كان أقوى، نظرا لقصر المسافة بين المغرب والأندلس، ولكون الخلفاء الأمويين ربما عاملوا زعماء الأدارسة بشيء من التقدير والاحترام. والوضع الذي عرفه الأدارسة في تلك الآونة هو نفس الوضع الذي عاشه غيرهم من زعماء الأمازيغ مثل موسى بن أبي العافية المكناسي وأولاده.
وبرغم الاضطهاد والمضايقات التي تعرض لها الأدارسة طوال مدة لم تكن بالقصيرة أثناء القرن الرابع، فقد برهنوا على أن وجودهم أصبح متجذرا في عدة أنحاء من المغرب، وأنهم ظلوا يكونون قوة سياسية متمثلة في زعامات محلية يُذكر منها:
أ. بني عمر: الذين كان مقر نفوذهم في صدينة ببلاد صنهاجة جنوبي الريف. واليهم ينتسب الحموديون، الذين تولوا الخلافة بقرطبة، ثم كانوا من جملة ملوك الطوائف بالأندلس.
ب. بنى داود: الذين امتد نفوذهم في جهة وادي سبو، ومن أمرائهم حمزة بن داود.
ج. بني القاسم: ويمثلون فرعا مهما من الأسرة إذ امتد نفوذها في الهبط. فكان لها مركز بالبصرة وآخر بأصيلا. ومن أبرز أمرائهم إبراهيم بن القاسم.
د. بني عيسى: الذين كان مقرهم بوازقور في جهة الأطلس المتوسط. وكانوا يتوفرون على معدن الفضة بجبل عوام.
هـ. بني عبيد الله: الذي سيحل بجنوب المغرب، حيث ستنتشر ذريته. واليه يعزى تأسيس مدينتين مهمتين: تامدولت، الواقعة في قدم السفح الجنوبي للأطلس الصغير وبها معدن الفضة، وإگلي التي جعل منها عاصمته بعد استيلائه على سوس. وسيمتد نفوذه إلى لمطة ومشارف الصحراء جنوبا وإلى أغمات ونفيس شمالا. ويمكن القول إن هذه الأسرة كان لها نفوذ روحي قبل كل شيء في المنطقة المذكورة.
و. ومن فروع العلويين المتصلين بالأدارسة، نذكر بني سليمان بن عبد الله وهو أخو إدريس الأول. وتختلف الروايات في شأنه هل قتل في معركة فخ أم هل تمكن من الفرار ونجح في الوصول إلى تلمسان. ومهما يكن، فإن ولده محمد تتفق المصادر على ذكر اسمه كأمير على تلمسان وما حولها من أقاليم في المغرب الأوسط. وهو الذي قدم عليه إدريس الثاني ليستلحق إمارة تلمسان بمملكة الأدارسة، وتركه على رأسها. وعن محمد بن سليمان تفرعت عدة فروع انتشرت بجهات مختلفة من المغرب الأوسط. إلا أن المصادر تشح كثيرا، بالأخبار عن هذه الأسرة المرتبطة بالأدارسة.

## تطور الدولة الإدريسية
استمر حكم الدولة الإدريسية حوالي 130 سنة ومر تطورها بثلاث مراحل:
- مرحلة التأسيس: دامت 41 سنة ابتدأت مع إدريس الأول وإنتهت بوفاة إدريس الثاني سنة 829م.
- مرحلة القوة: دامت 30 سنة حكم خلالها 3 ملوك محمد بن إدريس، علي بن محمد، يحيى بن محمد.
- مرحلة الضعف: دامت 59 سنة حكم خلالها 3 ملوك علي بن عمر، يحيى الثالث، يحيى الرابع.

وتمكن الأدارسة في مرحلة التأسيس والقوة من توحيد البلاد وإخضاع مجموعة من القبائل، فإمتدت الدولة الإدريسية من سوس الأقصى جنوبا إلى الريف شمالا وما وراء تلمسان شرقا.

## نهاية الأدارسة بالمغرب
برغم المصائب التي توالت على الأدارسة منذ تصدى لهم موسى ابن أبي العافية، فقد أمكنهم أن يصمدوا وأن يحافظوا على وجودهم السياسي على يد بني القاسم بن إدريس. فقد اتفق الأدارسة على تولية القاسم بن محمد بن القاسم ابن إدريس واستمر في إمارته إلى أن توفي سنة 337 هـ. فتولى بعده ولده أبو العيش أحمد. وتميز بالعلم والفقه والورع. وكان مواليا لبني أمية الذين ازداد نفوذهم توطدا بالمغرب. وفضل أبو العيش أن ينهي حياته مجاهدا، إذ توجه للأندلس حيث استشهد في ساحة القتال سنة 343 هـ. فكان الذي خلفه بعد انصرافه إلى الجهاد أخوه الحسن بن كنون. وفي عهده وقع هجوم جديد للفاطميين على المغرب كان الهدف منه استرجاع سطوتهم على البلاد. فاضطر الحسن أمام قوة الهاجمين إلى التحول بولائه إلى جهة المهاجمين. لكنه لم يتخذ ذلك الموقف إلا تقية، إذ رجع بولائه إلى الأمويين بمجرد انصراف جيوش الفاطميين عن المغرب وهناك العبد الجليل الأدارسة في مصر وهم أشهر الأشراف بالوطن العربي ومن أكبر عائلات الأشراف أصولهم ترجع إلى المدينة المنورة يقيمون بالمدينة وينبع وصعيد مصر وبلاد الشام منهم علماء ورجال أعمال منهم العالم الشريف د أحمد العبد الجليل.
وبعد مدة، جاء جيش فاطمي آخر بقيادة بلكين بن زيري. فاضطر الحسن، مرة أخرى، إلى نفض يده من بيعة الأمويين وتجديد بيعته للفاطميين. وفي هذه المرة انضم إلى معسكر الفاطميين بصورة فعالة وساهم في التنكيل بأنصار الأمويين في البلاد مما أحقد عليه الخليفة المرواني الحكم المستنصر الذي وجه جيشا كبيرا إلى المغرب للانتقام منه وبعد معارك ضارية، اضطر الحسن للالتجاء إلى حجر النسر ثم للاستسلام والذهاب مع ذويه إلى قرطبة (363 هـ / 974) لكن، ما لبث أن حدثت نفرة بينه وبين الحكم بعد سنتين من إقامته بقرطبة. فنفاه الخليفة الأموي هو وذويه عن الأندلس فالتجؤوا إلى الفاطميين بمصر، حيث وجدوا استقبالا حسنا وظلوا هنالك إلى غاية 373. وحينئذ أمر الخليفة الفاطمي بتجهيز الحسن بجيش ليذهب إلى المغرب ويستعيد إمارته باسم الفاطميين. لكن المنصور بن أبي عامر بعث لقتاله جيشا قويا. فاضطر إلى طلب الأمان. لكن المنصور لم يف له وأمر باغتياله وهو في الطريق إلى قرطبة (375 / 985). وبذلك انقرضت أيام الأدارسة بالمغرب بموت الحسن بن كنون آخر ملوكهم.
بالرغم من التدهور الذي حصل للأدارسة طوال أزيد من قرن، يمكن القول أنهم قاموا بدور أساسي في تاريخ المغرب :
1. . على أيديهم تم تحويل المغرب، بصورة فعالة إلى عهد الإسلام الذي عملوا على نشره في أنحاء مختلفة من البلاد.
2. . بمبادرتهم جرت أول محاولة لتجاوز القبلية وذلك بتأسيس دولة على النمط الإسلامي لها حاضرتها فاس. فكان عملهم أول انطلاقة فعلية للدولة المغربية في التاريخ.
3. . مجهودهم على المستوى العمراني باستحداث مدن جديدة أو إنعاش القديمة مع تنشيط الحركة التجارية وإنشاء عدد مهم من دور السكة في جهات مختلفة من المغرب.

## قائمة الأمراء
| م           | الحاكم                  | العمر   | مدة الحكم |
| ----------- | ----------------------- | ------- | --------- |
| 1           | إدريس الأول             | ؟؟ -793 | 788-793   |
| 2           | إدريس الثاني            | 793-828 | 807-828   |
| 3           | محمد بن إدريس الثاني    | ؟؟ -836 | 828-836   |
| 4           | علي (حيدرة) بن محمد     | ؟؟ -849 | 836-848   |
| 5           | يحيى بن محمد            | ؟؟ -848 | 848-864   |
| 6           | يحيى الثاني بن يحيى     | ؟؟ -874 | 864-874   |
| 7           | علي بن عمر بن إدريس     | ؟؟ - ؟؟ | 874-883   |
| 8           | يحيى بن القاسم بن إدريس | ؟؟ -904 | 883-904   |
| 9           | يحيى بن إدريس بن عمر    | ؟؟ -934 | 904-917   |
| منطقة الريف |                         |         |           |
| 10          | الحسن بن محمد الباكماني | ؟؟ - ؟؟ | 905-922   |
| 11          | القاسم كنون             | ؟؟ - ؟؟ | 937-925   |
| 12          | أبو العيش أحمد بن كنون  | ؟؟ - ؟؟ | 948-959   |
| 13          | الحسن بن كنون           | ؟؟ - ؟؟ | 959-985   |

## الأدارسة في العصر الحديث
يتواجد الأدارسة اليوم في بلدان المغرب العربي ومنهم شخصيات تاريخية منها الأمير عبد القادر الجزائري والملك محمد إدريس السنوسي وسيدي علي المعاشي جد عشيرة المعاشيين الأدارسة وفي المشرق الشريف محمد بن علي الإدريسي حاكم صبيا بجيزان والسيد محمد بن علوي المالكي الحسني والسيد إسحاق عزوز.

## وصلات خارجية
- الأشراف الأدارسة.
- الرابطة العالمية للشرفاء الأدارسة.
- معركة فخ.. ميلاد الأدارسة (في ذكرى نشوبها: 8 من ذي الحجة 169هـ) - موقع إسلام أون لاين - تاريخ الوصول 17 ديسمبر 2009.